# 德国语言学会
德国语言学会（發音：[ɡəˈzɛlʃaft fyːɐ̯ ˈdɔʏtʃə ˈʃpʁaːxə]，简称GfdS）是德国最重要的语言学会，其总部设在黑森州首府威斯巴登，主要由德国文教部长联席会和联邦政府文化和媒体专员资助。其宗旨是研究和发展德语，对当前德语的变化进行评估，并就当前德语的使用情况提出建议。
该协会由地区法院院长马克斯·瓦赫勒（Max Wachler）于1947年创立，是1885年在不伦瑞克成立的通用德语协会的继承者。1965年，在常务董事奥托·尼斯勒的领导下，该协会从吕讷堡迁至威斯巴登。